# 15372 Agrigento
15372 Agrigento eller 1996 TK41 är en asteroid i huvudbältet som upptäcktes den 8 oktober 1996 av den belgiske astronomen Eric W. Elst vid La Silla-observatoriet. Den är uppkallad efter den italienska staden Agrigento.